# Езак Ост
Езак Ост (фр. Ayzac-Ost) насеље је и општина у јужној Француској у региону Миди Пирене, у департману Горњи Пиринеји која припада префектури Аржеле Газо.
По подацима из 2011. године у општини је живело 408 становника, а густина насељености је износила 132,47 становника/km². Општина се простире на површини од 3,08 km². Налази се на средњој надморској висини од 416 метара (максималној 850 m, а минималној 408 m).

## Демографија
| 1962. | 1968. | 1975. | 1982. | 1990. | 1999. | 2011. |
| ----- | ----- | ----- | ----- | ----- | ----- | ----- |
| 350   | 367   | 381   | 375   | 369   | 388   | 408   |

График промене броја становника у току последњих година